# Florian Jamnig
Florian Jamnig (* 3. November 1990 in Innsbruck) ist ein österreichischer Fußballspieler.

## Karriere
Jamnig begann seine Karriere beim SV Mieming. Nachdem er beim Innsbrucker AC gespielt hatte, ging er 2004 in die AKA Tirol. Sein Bundesliga- und Profidebüt gab er für den FC Wacker Tirol am 36. Spieltag 2006/07 gegen die SV Mattersburg. Danach spielte er weiterhin in der AKA Tirol. 2009 kehrte er in die Regionalligamannschaft des nun in FC Wacker Innsbruck umbenannten Klub zurück. 2011 wechselte er zum Stadt- und Ligakonkurrenten FC Union Innsbruck. 2012 zog es ihn zur WSG Wattens. 2014 kehrte er wieder zum FC Wacker Innsbruck, der inzwischen in der zweiten Liga spielte, zurück.
Nach dem Aufstieg in die Bundesliga wechselte er zur Saison 2018/19 zum LASK, bei dem er einen bis Juni 2021 laufenden Vertrag erhielt. Zur Saison 2019/20 wechselte er zum Ligakonkurrenten SCR Altach, bei dem er einen bis Juni 2022 laufenden Vertrag erhielt. Für Altach kam er lediglich zu elf Bundesligaeinsätzen.
Zur Saison 2020/21 kehrte er zum Zweitligisten Wacker Innsbruck zurück, wo er einen bis Juni 2022 laufenden Vertrag erhielt. Für Wacker kam er zu 53 Zweitligaeinsätzen, in denen er fünf Tore erzielte. Nach der Saison 2021/22 war Wacker jedoch insolvent und musste aus der 2. Liga absteigen. Daraufhin wechselte Jamnig zur Saison 2022/23 zum Regionalligisten SC Imst.